# Spinulana varigata
Spinulana varigata är en insektsart som beskrevs av Delong 1967. Spinulana varigata ingår i släktet Spinulana och familjen dvärgstritar. Inga underarter finns listade i Catalogue of Life.